# Dominó (film)
A Dominó (eredeti cím: Domino) 2019-ben bemutatott koprodukciós bűnügyi filmthriller, amelyet Petter Skavlan forgatókönyvéből Brian De Palma rendezett. A főbb szerepekben Nikolaj Coster-Waldau, Carice van Houten, Guy Pearce és Eriq Ebouaney látható. 
Az Amerikai Egyesült Államokban a Saban Films 2019. május 31-én adta ki Video on Demand szolgáltatáson keresztül, azonban más területeken moziban is bemutatták. Magyarországon május 30-án jelent meg a Vertigo Média Kft. forgalmazásában. 
Általánosságban negatív véleményeket kapott a kritikusoktól. De Palma elégedetlenségét fejezte ki a végső filmjével kapcsolatban, és interjúkban elárulta, a gyártási problémák miatt az eredeti forgatókönyv jelentős részeit nem úgy vették fel, ahogyan azt tervezték.

## Cselekmény
2020-ban egy dán rendőr, Christian Toft elhagyja az egységét, és elfelejti magával vinni a fegyverét, ezért kölcsönveszi társa, Lars Hansen pisztolyát. Hamarosan egy ISIS-tag, Ezra Tarzi elvágja Lars torkát. Christian egy Alex nevű másik rendőrrel összedolgozva próbál igazságot tenni Lars meggyilkolása miatt.

## Szereplők
| Szerep         | Színész               | Magyar hang      |
| -------------- | --------------------- | ---------------- |
| Christian Toft | Nikolaj Coster-Waldau | Stohl András     |
| Alex Boe       | Carice van Houten     | Für Anikó        |
| Joe Martin     | Guy Pearce            | Széles Tamás     |
| Ezra Tarzi     | Eriq Ebouaney         | Törköly Levente  |
| Wold főnyomozó | Thomas W. Gabrielsson | Berzsenyi Zoltán |
| Hanne Hansen   | Paprika Steen         | Törtei Tünde     |
| Yusuf Hares    | Illias Adabb          | Baráth István    |
| Salah Al-Din   | Mohammed Azaay        |                  |
| Lars Hansen    | Søren Malling         | Epres Attila     |
| Musa Tarzi     | Jay Pothof            |                  |
| Omar           | Ardalan Esmailli      |                  |
| Fatima         | Sachli Gholamalizad   |                  |
| Mustafa        | Hamid Krim            | Fekete Zoltán    |
| Miguel         | Younes Bachira        |                  |
| Farooq Hares   | Emrin Dalgic          |                  |
| Omar           | Ardalan Esmaili       |                  |
| Porter         | Nicolas Bro           |                  |

### Magyar változat
- Bemondó: Galambos Péter
- Magyar szöveg: Gáspár Bence
- Hangmérnök: Gábor Dániel
- Vágó: Kajdácsi Brigitta
- Gyártásvezető: Kincses Tamás
- Szinkronrendező: Szalay Éva „Szasza”

A szinkront a Mafilm Audio Kft. készítette el.

## A film készítése
2017-ben Brian De Palma Málagában kezdte el forgatni a Dominót, majd Almeríában folytatta a repülőtéren, a bikaviadal-arénában és a kikötőben. Az Estadio de los Juegos Mediterráneosban járókelő statisztákat választottak. Az Almería bikaviadal-arénában történő forgatás a szükséges statiszták számával kapcsolatos problémák miatt félbeszakadt. Christina Hendrickset Carice van Houten váltotta a női főszerepben. Amikor a forgatás Spanyolországban befejeződött, De Palma Dániában folytatta a munkát.
Annak ellenére, hogy De Palma tagadta azokat a pletykákat, miszerint a 89 perces hosszúságú végleges vágást az ő akarata ellenére rövidítették meg (a kritikusok tévesen 148 perces eredeti játékidőt említettek), azt állította: „Nem vettem részt a szinkronizálásban, a zenefelvételek készítésében, a végső keverésben vagy a képszín beállításában.” A theplaylist.net-nek adott interjúban pontosított: „A Domino nem az én projektem, nem én írtam a forgatókönyvet. Sok problémám volt a finanszírozással. Soha nem tapasztaltam még ilyen szörnyű filmforgatást. A csapatunk nagy részét még ki sem fizették a dán producerek. Ez volt az első élményem Dániában, és valószínűleg az utolsó is.”